# Kościół Nigerii
Kościół Nigerii – kościół anglikański w Nigerii. Jest drugą co do wielkości prowincja kościelną we Wspólnocie Anglikańskiej, po Kościele Anglii. Kościół szacunkowo posiada 17,5 miliona wiernych. Kościół ma swoje początki w misji z 1842 roku.